# Saint-Martin-Longueau
Saint-Martin-Longueau is een gemeente in het Franse departement Oise (regio Hauts-de-France). De plaats maakt deel uit van het arrondissement Clermont. Saint-Martin-Longueau telde op 1 januari 2022 1.431 inwoners.

## Geografie
De oppervlakte van Saint-Martin-Longueau bedroeg op 1 januari 2022 3,62 vierkante kilometer; de bevolkingsdichtheid was toen 395,3 inwoners per km².

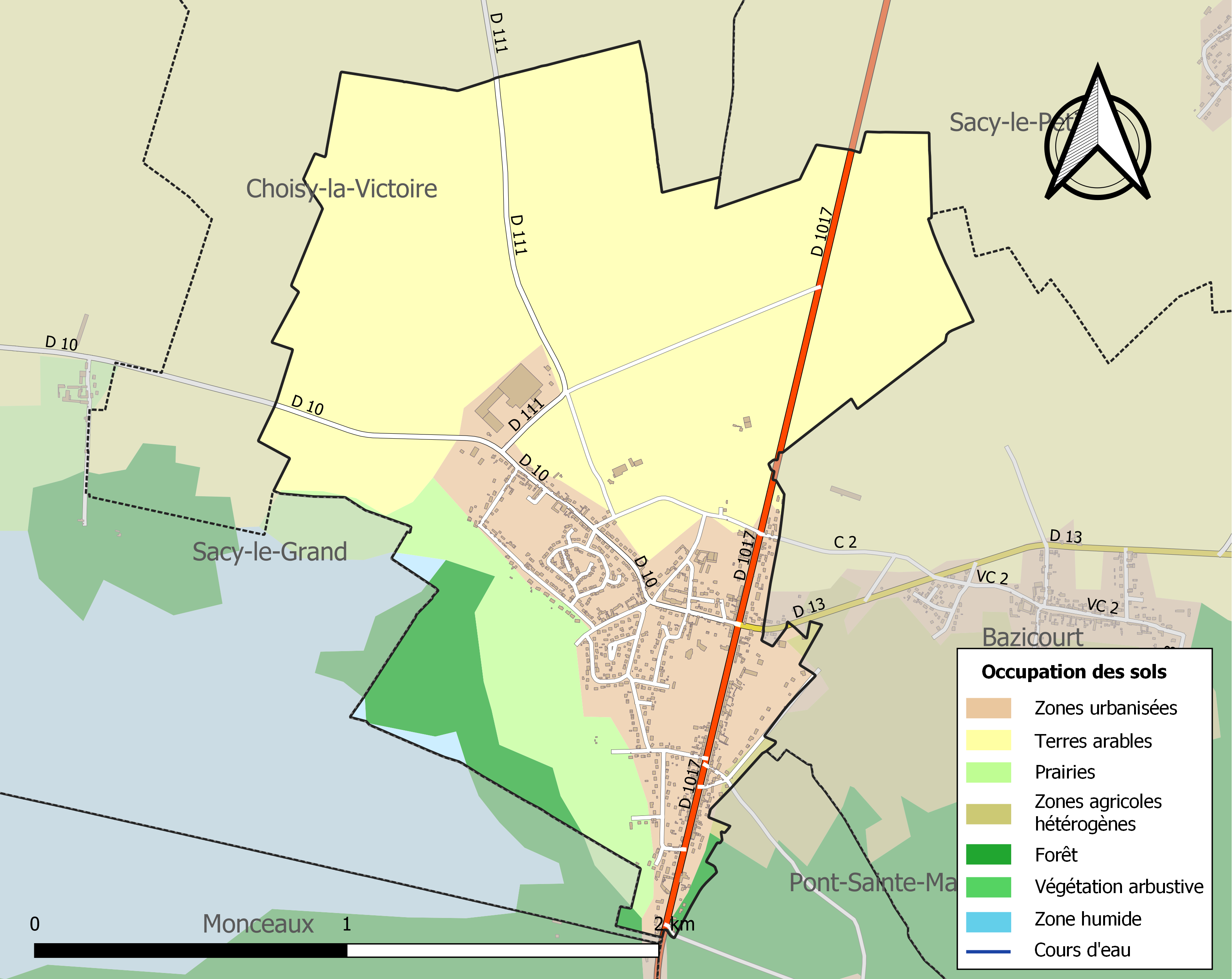
Kaart van de gemeente met belangrijkste infrastructuur, bodemgebruik en omliggende gemeenten

## Demografie
Onderstaande figuur toont het verloop van het inwonertal (bron: INSEE-tellingen).